# Pseudleptomastix squammulata
Pseudleptomastix squammulata är en stekelart som beskrevs av Girault 1917. Pseudleptomastix squammulata ingår i släktet Pseudleptomastix och familjen sköldlussteklar. Inga underarter finns listade i Catalogue of Life.